# Воспитание чувств (мини-сериал)
«Воспита́ние чувств» (фр. L'éducation sentimentale) — французский 5-серийный мини-сериал, поставленный в 1973 году по одноимённому роману Гюстава Флобера, режиссёр Марсель Кравенн.

## Сюжет
Экранизация одноимённого романа Гюстава Флобера. Действие происходит во Франции, в 40-е годы XIX века. Фильм рассказывает о «воспитании чувств», о становлении характера молодого человека, о нравах людей, об их страстях, о любви платонической и любви земной. Фредерик Моро в 18-летнем возрасте приезжает из провинции в Париж, где знакомится с Жаком Арну и влюбляется в его жену Мари, которая хотя и отвечает юноше взаимностью, но не может изменить мужу и разрушить свою семью. Впоследствии Фредерик знакомится с куртизанкой Розанеттой, которая становится его любовницей, влюбляется в него и рожает от него ребёнка (который вскоре умирает). Но Фредерик быстро охладевает к Розанетте и оставляет её. Следующим увлечением Фредерика становится мадам Дамбрёз — жена богатого промышленника. Спустя много лет Фредерик Моро и его друг Шарль Делорье случайно встречаются и вспоминают свои молодые годы, рассказывая друг другу об осуществившихся планах и с ностальгией вспоминая несбывшиеся мечты.

## В ролях
- Жан-Пьер Лео — Фредерик Моро
- Франсуаза Фабиан — Мари Арну
- Мишель де Ре — Жак Арну, её муж
- Катрин Рувель — Розанетта, куртизанка
- Эдмонда Алдини — мадам Дамбрёз
- Эрнст Фриц Фёрбрингер — месье Дамбрёз

## Съёмочная группа
- Режиссёр: Марсель Кравенн[фр.]
- Сценарий: Гюстав Флобер (автор романа), Франсуа-Режи Бастид
- Композитор: Жорж Делерю
- Оператор: Альбер Шимель
- Художники-постановщики: Нелли Пишет, Клод Мошин

## Издание на видео
- Премьера этого мини-сериала во Франции состоялась 15 марта 1973 года.
- В 70-80-х годах демонстрировался по советскому телевидению.
- В России выпущен на DVD 2 декабря 2010 года фирмой «Cinema Prestige».